# Jorge Trelles
Jorge Alfredo Trelles Montero (Lima, 21 de diciembre de 1944) es un abogado y político peruano. Fue congresista de la república por Lima durante el periodo 1995-2000 y ministro de Educación del Perú durante el gobierno de Alberto Fujimori, desde el 17 de febrero hasta el 13 de octubre de 1994. Fue también presidente del Instituto Nacional de Radio y Televisión del Perú en el año 2000.

## Biografía
Nació el 21 de diciembre de 1944 en la ciudad de Lima. Es hijo de Óscar Trelles Montes, ex primer ministro del Perú y líder histórico del partido político Acción Popular, y de María Montero Muelle. Realizó sus estudios primarios y secundarios en el Colegio Recoleta y una vez graduado, estudió la carrera de Derecho en la Pontificia Universidad Católica del Perú.
Laboró como abogado independiente y se dedicó también al ámbito político militando en el partido Acción Popular, en donde su padre era uno de sus principales dirigentes. Fue el fundador de la Academia Trener, del Colegio Trener y miembro del Estudio Trazegnies y Trelles Abogados.
Durante el segundo gobierno de Fernando Belaúnde Terry, se desempeñó como secretario de la presidencia del Consejo de Ministros del Perú que entonces era presidida por Manuel Ulloa Elías (1980-1982).
Postuló al Congreso de la República en las elecciones del año 1985 y en las elecciones del año 1990, en esta última por el Frente Democrático encabezado por Mario Vargas Llosa.

### Ministro de Educación
Durante los años 1990, Trelles terminó renunciando a Acción Popular y pasó a apoyar al gobierno de Alberto Fujimori, que era cuestionado por el golpe de Estado del 5 de abril del año 1992. Posteriormente, el 17 de febrero de 1994, fue nombrado por Fujimori como su nuevo ministro de Educación, en reemplazo de Raúl Vittor Alfaro.
Durante su gestión ministerial, impulsó el proyecto de mejoramiento de la calidad de la Educación Primaria y Secundaria, fomentó la libertad a la inversión en la educación privada, Ley N.º 26549; e impulsó la autonomía en los Centros Educativos públicos.
Permaneció en el cargo hasta el 13 de octubre de ese mismo año, siendo reemplazado por Pedro Villena Hidalgo.

### Congresista de la República
En las elecciones generales del año 1995, Alberto Fujimori decidió postular a la reelección como presidente del Perú, siendo esta vez por la alianza entre su partido Cambio 90 y el movimiento Nueva Mayoría. Trelles decidió también participar y conformó la lista de candidatos al Congreso de la República, logrando esta vez su elección como congresista, con 7538 votos, para el periodo 1995-2000.
Como congresista, Trelles desempeñó los cargos de presidente de la Comisión Calificadora de Acusaciones Constitucionales, miembro de la Comisión de Constitución y miembro de la Comisión Permanente. Fue también uno de los principales voceros del fujimorismo en el Congreso.
Culminando su gestión, intentó sin éxito su reelección en las elecciones generales del año 2000 por la alianza Perú 2000, que logró la segunda reelección de Fujimori como presidente. Sin embargo, Trelles fue designado por el gobierno como el nuevo presidente del Instituto Nacional de Radio y Televisión del Perú, cargo que luego dejó ese mismo año tras la caída del régimen fujimorista.

### Elecciones del 2011
En 2009, Keiko Fujimori, hija mayor de Alberto Fujimori, decidió fundar el partido político Fuerza 2011 para postular a la presidencia del Perú en las elecciones generales del año 2011. Trelles fue parte de la fundación del partido y durante la campaña electoral se desempeñó como uno de los voceros principales del fujimorismo. Sin embargo, Trelles fue luego separado como vocero tras realizar unas cuestionadas declaraciones en un programa periodístico.

## Controversias

### Polémicas declaraciones
En mayo de 2011, durante la campaña electoral de las elecciones presidenciales, Trelles fue entrevistado por el periodista Beto Ortiz en el programa matutino Buenos días, Perú, en donde hablaron sobre las propuestas de Fuerza 2011. Durante la entrevista, Ortiz le preguntó a Trelles sobre las imputaciones que se hacen por los crímenes cometidos durante la gestión de Fujimori y éste respondió que "En todo caso, nosotros matamos menos, menos que los dos gobiernos que nos antecedieron". Estas polémicas declaraciones desataron una oleada de críticas contra Trelles y el fujimorismo, entre ellas las del candidato opositor a Fujimori, Ollanta Humala. Sin embargo, Keiko Fujimori salió a justificar las declaraciones de Trelles y anunció su retiro de la vocería del partido.

### Vladivideo
Jorge Trelles es también protagonista de un Vladivideo, grabaciones filmadas por Vladimiro Montesinos para chantajear a los visitantes del Servicio de Inteligencia Nacional del Perú (SIN). En una filmación grabada en 1998, se observa a Trelles reuniéndose con Alberto Fujimori y ambos dialogan sobre posibilidades de negociar con políticos de la oposición para que apoyen el régimen fujimorista. Asimismo, ambos cuestionan a Carlos Ferrero Costa, entonces congresista que terminó renunciando a las filas del fujimorismo por los diversos cuestionamientos.